# Ludwigsstadt
Ludwigsstadt is een gemeente in de Duitse deelstaat Beieren en maakt deel uit van de Landkreis Kronach.
Ludwigsstadt telt 3.342 inwoners.
Kronach ·
Küps ·
Ludwigsstadt ·
Marktrodach ·
Mitwitz ·
Nordhalben ·
Pressig ·
Reichenbach ·
Schneckenlohe ·
Steinbach a.Wald ·
Steinwiesen ·
Stockheim ·
Tettau ·
Teuschnitz ·
Tschirn ·
Wallenfels ·
Weißenbrunn ·
Wilhelmsthal